# Грубе, Артур Александрович
Артур Александрович Грубе (1874—1942) — русский архитектор.

## Биография
Окончил Высшее художественное училище при Императорской Академии художеств (1899). Член Петербургского общества архитекторов, в 1900-е годы — секретарь общества. 
Во время революции возглавлял курсы военно-строительных техников, руководил инженерно-строительными дружинами. С 1923 года — председатель Петроградского общества архитекторов-художников. С 1924 года преподавал в Ленинградском высшем художественно-техническом институте.
Место проживания: 18-я линия Васильевского острова, д. 9, кв. 8. 
Умер в блокадном Ленинграде в январе 1942 года. Похоронен на Смоленском кладбище.

## Проекты
- Гороховая улица, д. № 5 — доходный дом С. В. Орлова-Давыдова. Здание было построено в XVIII веке, перестраивалось в 1834 году. Перестройка 1904 года осуществлялась по проекту А. А. Грубе.
- Английская набережная, 64 — особняк С. В. Линдес, 1911 год
- Песочная набережная, д. № 28 — особняк К. А. Гротена. 1913—1914. (не сохранился).
- Усыпальница Орлова-Давыдова на Казанском кладбище в Царском Селе.